# Cibrone
Cibrone (Zibron in dialetto brianzolo) è una frazione del Comune di Nibionno (LC) insieme a Tabiago, Gaggio e Mongodio.
Ha una popolazione di circa 1 150 abitanti. Al censimento del 2001 la popolazione di Tabiago e di Cibrone ammontava a 1 507 abitanti.
A Cibrone sono presenti una chiesa parrocchiale (Chiesa di San Carlo Borromeo) e una chiesetta più antica dedicata a San Carlo Borromeo.
Nei primi del '700, Cibrone era un comune autonomo, dopo invece passerà sotto il comune di Nibionno.

## Geografia fisica
Cibrone è contigua al comune di Costa Masnaga e alla frazione di Tabiago. È facilmente raggiungibile da Lecco con la SS36 all'uscita Cibrone.
È situata in collina ad un'altitudine di circa 300m.

## Economia
Come in tutte le altre frazioni nibionnesi anche a Cibrone prevale l'industria.